# تصرف کیشکا توسط ژاپن
تصرف کیشکا توسط ژاپن (انگلیسی: Japanese occupation of Kiska) بین ۶ ژوئن ۱۹۴۲ و ۲۸ ژوئیه ۱۹۴۳ در جریان لشکرکشی جزایر آلیوتی جبهه آمریکا (۱۹۳۹–۱۹۴۵) و جبهه جنگ اقیانوس آرام جنگ جهانی دوم اتفاق افتاد.